# Messier 28
Messier 28 este un obiect ceresc care face parte din Catalogul Messier, întocmit de astronomul francez Charles Messier.